# 2027 en Suisse
Chronologie de la Suisse
- 2023
- 2024
- 2025
- 2026
- 2027
- 2028
- 2029
- 2030
- 2031

2026 en Europe - 2026 en Europe - 2027 en Europe - 2028 en Europe - 2029 en Europe

## Événements

### Février
- Championnats du monde de ski alpin 2027 à Crans-Montana

### Octobre
- 24 octobre : élections fédérales.